# Cotul-Vânători, Cozmeni
Cotul-Vânători, întâlnit și sub forma Cutul Strilețchi (în ucraineană Стрілецький Кут, transliterat: Strilețkîi Kut și în germană Striletzki Kut) este un sat reședință de comună în raionul Cozmeni din regiunea Cernăuți (Ucraina). Are 2,069 locuitori, preponderent ucraineni (ruteni).
Satul este situat la o altitudine de 170 metri, pe malul râului Prut, în partea de sud-est a raionului Cozmeni. De această comună depind administrativ satele Bordei și Râvna.

## Istorie
Localitatea Cotul-Vânători a făcut parte încă de la înființare din regiunea istorică Bucovina a Principatului Moldovei. În ianuarie 1775, ca urmare a atitudinii de neutralitate pe care a avut-o în timpul conflictului militar dintre Turcia și Rusia (1768-1774), Imperiul Habsburgic (Austria de astăzi) a primit o parte din teritoriul Moldovei, teritoriu cunoscut sub denumirea de Bucovina. După anexarea Bucovinei de către Imperiul Habsburgic în anul 1775, localitatea Cotul-Vânători a făcut parte din Ducatul Bucovinei, guvernat de către austrieci, făcând parte din districtul Cernăuți (în germană Czernowitz). 
După Unirea Bucovinei cu România la 28 noiembrie 1918, satul Cotul-Vânători a făcut parte din componența României, în Plasa Cosminului a județului Cernăuți. Pe atunci, majoritatea populației era formată din ucraineni, existând și o comunitate de români. 
Ca urmare a Pactului Ribbentrop-Molotov (1939), Bucovina de Nord a fost anexată de către URSS la 28 iunie 1940, reintrând în componența României în perioada 1941-1944. Apoi, Bucovina de Nord a fost reocupată de către URSS în anul 1944 și integrată în componența RSS Ucrainene. 
Începând din anul 1991, satul Cotul-Vânători face parte din raionul Cozmeni al regiunii Cernăuți din cadrul Ucrainei independente. Conform recensământului din 1989, numărul locuitorilor care s-au declarat români plus moldoveni era de 21 (15+6), reprezentând 0,95% din populația comunei . În prezent, satul are 2.069 locuitori, preponderent ucraineni.

## Demografie
Componența lingvistică a localității Cotul-Vânători
     Ucraineană (98,79%)
     Alte limbi (1,16%)
Conform recensământului din 2001, majoritatea populației localității Cotul-Vânători era vorbitoare de ucraineană (98,79%), existând în minoritate și vorbitori de alte limbi.
1989: 2.205 (recensământ)
2007: 2.069 (estimare)

### Recensământul din 1930
Componența etnică a comunei Cotul-Vânători (județul Cernăuți)
     Ruteni (97,4%)
     Altă etnie (2,6%)
Componența confesională a comunei Cotul-Vânători
     Ortodocși (98,14%)
     Romano-catolici (1,11%)
     Altă religie (0,75%)
Conform recensământului efectuat în 1930, populația comunei Cotul-Vânători se ridica la 1.886 locuitori. Majoritatea locuitorilor erau ruteni (97,40%). Alte persoane s-au declarat: români (17 persoane), germani (10 persoane), evrei (11 persoane), polonezi (9 persoane), turci (1 persoană) și cehi/slovaci (1 persoană). Din punct de vedere confesional, majoritatea locuitorilor erau ortodocși (98,14%), dar existau romano-catolici (1,11%). Alte persoane au declarat: greco-catolici (2 persoane), mozaici ( 11 persoane) și musulmani (1 persoană).

## Turism
În perioada interbelică, Cotul–Vânători era o stațiune climatică de interes local, așezată pe Prut, în Codrii Cosminului, la 15 km de Cernăuți. Se putea ajunge aici mergând 2 km de la gara din Mămăești.